# Opisthotropis maculosa
Opisthotropis maculosa là một loài rắn trong họ Rắn nước. Loài này được Stuart & Chuaynkern mô tả khoa học đầu tiên năm 2007.